# Eppenberg-Wöschnau
Eppenberg-Wöschnau är en kommun i distriktet Olten i kantonen Solothurn, Schweiz. Kommunen har 326 invånare (2023).
Kommunen består av byarna Eppenberg och Wöschnau.